# 菊地原毅
菊地原 毅（きくちはら つよし、1975年3月7日 - ）は、神奈川県相模原市出身の元プロ野球選手（投手、左投左打）、プロ野球コーチ。

## 経歴

### プロ入り前
小学3年から野球を始め、地元の野球チーム「並木ヤンキース」に所属する。神奈川県立相武台高等学校時代は1年秋からエースとなり関東屈指の左腕投手と言われ、夏の全国高等学校野球選手権神奈川大会では28回連続無失点、33イニングで44奪三振を記録するなど大活躍を見せた。無名校ながら甲子園出場が期待されたが、準々決勝で副島孔太や高橋由伸を擁する桐蔭学園高等学校にコールド負けを喫し、甲子園出場は果たせなかった。
1992年のドラフト会議において、ヤクルトスワローズと広島東洋カープの2球団から2位指名され、抽選で広島の指名権が確定し、入団。担当スカウトは渡辺秀武。

### 第一次広島時代
入団後4年間は一軍登板がなかった。

### 台湾時代
1995年は鈴木健・池田郁夫・川島堅・千代丸亮彦と共に業務提携していた時報イーグルス（1997年に活動休止）に派遣された。

### 第二次広島時代
1997年に一軍初登板を果たしたが、登板はその1試合のみで定着は出来なかった。
1998年はシーズン初登板で延長15回に8失点するなど、2000年までは大半を二軍で過ごしていた。
2001年は投手不足が深刻だった広島において、貴重な左の中継ぎとして78試合に登板。防御率4.91と悪いながらも、稲尾和久に並ぶ当時の日本プロ野球シーズン最多登板タイ記録を達成した。
しかし、2002年は前年の疲労が残ったまま左肩痛に苦しんで4試合の登板に終わり、一時はボールも握れない状態だった。

2004年2月18日、日南市天福球場にて

2003年4月3日の対オリックス・ブルーウェーブ戦（ウエスタン・リーグ）で363日ぶりに登板したほか、6月26日には714日ぶりの一軍勝利を挙げた。この年は30試合に登板して防御率3点台前半と、見事に復活を遂げた。
2004年も左の中継ぎとして29試合に登板した。同年オフ、選手の若返りを図る広島と左の中継ぎが不足していたオリックスの思惑が合致し、山﨑浩司・上村和裕との交換トレードでオリックス・バファローズへ移籍。

### オリックス時代

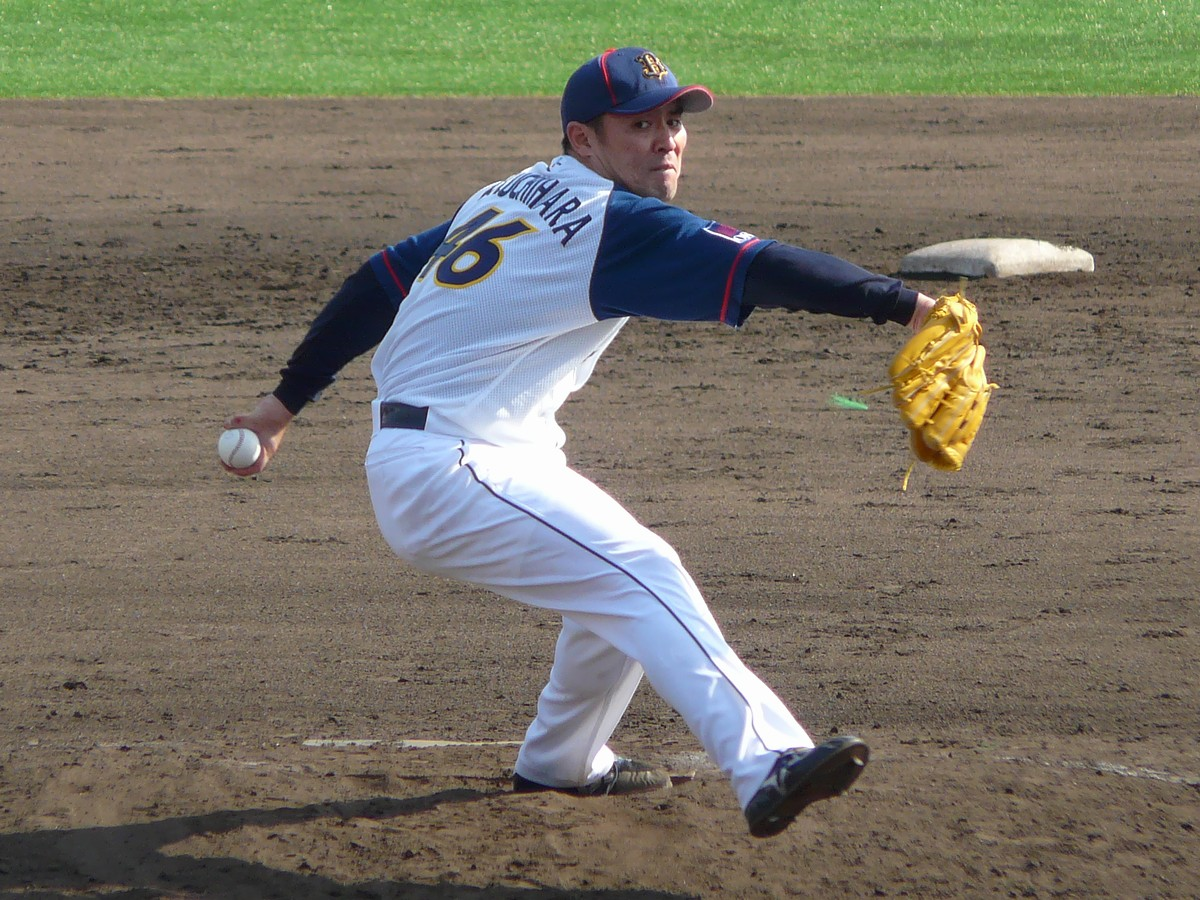
オリックス時代

2005年は加藤大輔・大久保勝信と共にKKOと称された中継ぎ陣を形成し、「右の加藤、左の菊地原」でリーグトップの71試合に登板した。33ホールド・防御率1.38の好成績を挙げ、最優秀中継ぎ投手のタイトルを獲得した。2005年オリックス在籍時点で新人選手や新外国人選手を除いた日本人選手の中では近鉄以外の球団から移籍してきた唯一の選手だった。
2006年は前年の疲労から安定感を欠き、防御率も大幅に悪化し、故障離脱もあったが前年活躍した中継ぎ陣の大半が大きく成績を落とす中で45試合に登板、リーグ5位の22ホールドを記録してチームを支えた。また、オールスターファン投票で中継ぎ投手部門リーグ1位となり、オールスター初出場を果たした。
2007年は開幕前に左肘を故障して出遅れたものの、復帰後は安定した投球を見せて28試合に登板した。
2008年は肘の故障が完治したことで55試合に登板し、チームのAクラス入りに貢献した。
2009年は45試合登板も、防御率5.21と精彩を欠いた。8月24日に国内FA権利を取得。
2010年も開幕一軍入りを果たしたが安定感に欠いた投球が続き、阿南徹との入れ替えで昇格と降格を繰り返した。この年は18試合の登板に留まり防御率10.00と大きく悪化。11月8日、小島心二郎との交換トレードで6年ぶりに古巣・広島東洋カープへ復帰。

### 第三次広島時代
2011年は左脹脛痛で出遅れたものの、9月3日に昇格して5試合に登板した。しかし、9月13日の対東京ヤクルトスワローズ18回戦（マツダスタジアム）で左アキレス腱断裂の重傷を負った。このケガが原因で10月13日に球団から戦力外通告を受け、2012年シーズンは育成選手として契約する方針が伝えられた。
2012年5月13日に、同18日より支配下選手登録されると発表された。背番号は36に戻った。しかし若手の台頭でわずか14試合しか登板できなかった。
2013年は4月に一軍に登録されたものの、登板した4試合のうち3試合で失点し、二軍落ちした。7月2日に一軍に再登録され、その日の対中日11回戦（豊橋）で7番手として延長11回から登板し、ピンチを迎えたものの1イニングを無失点に抑えた。直後に安部友裕が勝ち越し打を放ち、オリックス時代の2007年7月26日の対日本ハム戦（スカイマーク）以来の勝利投手となった。しかし、同年も前年同様登板機会を得られず、9月28日に現役引退を表明し、10月2日の対阪神戦（マツダ）で同じく現役引退を表明していた前田智徳と共に出場、8回に登板し新井貴浩を見逃し三振に抑え、試合後に胴上げされた。菊地原の引退によって、時報イーグルスに在籍経験のある選手は台湾内外を含めすべて現役を退いた。

### 引退後
2013年11月4日、三軍投手コーチとして広島に残留することが発表された。背番号は86。
2018年11月8日、2019年度からは二軍投手コーチを務めることが発表された。その後、2022年までは同職を務め、2023年からは一軍投手コーチを務める。

## 選手としての特徴
鋭く曲がるスライダーが武器の左投手。プロ入り後は中継ぎ投手として活躍。2001年には当時のプロ野球タイ記録となる78試合に登板し、鉄腕と称された。

## 詳細情報

### 年度別投手成績
| 年 度     | 球 団      | 登 板 | 先 発 | 完 投 | 完 封 | 無 四 球 | 勝 利 | 敗 戦 | セ 丨 ブ | ホ 丨 ル ド | 勝 率 | 打 者 | 投 球 回 | 被 安 打 | 被 本 塁 打 | 与 四 球 | 敬 遠 | 与 死 球 | 奪 三 振 | 暴 投 | ボ 丨 ク | 失 点 | 自 責 点 | 防 御 率 | W H I P |
| --------- | ---------- | ----- | ----- | ----- | ----- | -------- | ----- | ----- | -------- | ----------- | ----- | ----- | -------- | -------- | ----------- | -------- | ----- | -------- | -------- | ----- | -------- | ----- | -------- | -------- | ------- |
| 1995      | 時報       | 5     | 5     | 0     | 0     | 0        | 0     | 2     | 0        | --          | .000  | 130   | 29.2     | 35       | 2           | 10       | 0     | 0        | 16       | 3     | 0        | 19    | 18       | 5.46     | 1.52    |
| 1997      | 広島       | 1     | 1     | 0     | 0     | 0        | 0     | 0     | 0        | --          | ----  | 14    | 2.1      | 3        | 0           | 3        | 0     | 1        | 0        | 1     | 0        | 3     | 3        | 11.57    | 2.57    |
| 1998      | 広島       | 7     | 0     | 0     | 0     | 0        | 0     | 1     | 0        | --          | .000  | 50    | 10.0     | 14       | 1           | 6        | 0     | 0        | 13       | 1     | 0        | 11    | 6        | 5.40     | 2.00    |
| 1999      | 広島       | 21    | 4     | 0     | 0     | 0        | 3     | 5     | 0        | --          | .375  | 179   | 36.0     | 48       | 6           | 27       | 1     | 1        | 22       | 1     | 1        | 32    | 31       | 7.75     | 2.08    |
| 2000      | 広島       | 9     | 2     | 0     | 0     | 0        | 0     | 2     | 0        | --          | .000  | 80    | 15.0     | 24       | 0           | 10       | 1     | 1        | 12       | 1     | 0        | 21    | 18       | 10.80    | 2.27    |
| 2001      | 広島       | 78    | 0     | 0     | 0     | 0        | 2     | 2     | 0        | --          | .500  | 226   | 51.1     | 48       | 9           | 21       | 4     | 3        | 51       | 2     | 0        | 29    | 28       | 4.91     | 1.34    |
| 2002      | 広島       | 4     | 0     | 0     | 0     | 0        | 0     | 0     | 0        | --          | ----  | 7     | 1.0      | 2        | 1           | 1        | 0     | 0        | 0        | 0     | 0        | 3     | 3        | 27.00    | 3.00    |
| 2003      | 広島       | 30    | 0     | 0     | 0     | 0        | 2     | 0     | 0        | --          | 1.000 | 77    | 18.1     | 15       | 2           | 6        | 0     | 2        | 16       | 2     | 0        | 9     | 7        | 3.44     | 1.15    |
| 2004      | 広島       | 29    | 0     | 0     | 0     | 0        | 0     | 1     | 0        | --          | .000  | 106   | 25.1     | 23       | 7           | 3        | 0     | 3        | 30       | 0     | 0        | 13    | 13       | 4.62     | 1.03    |
| 2005      | オリックス | 71    | 0     | 0     | 0     | 0        | 3     | 1     | 1        | 33          | .750  | 231   | 58.2     | 43       | 3           | 18       | 3     | 3        | 59       | 4     | 0        | 12    | 9        | 1.38     | 1.04    |
| 2006      | オリックス | 45    | 0     | 0     | 0     | 0        | 1     | 3     | 2        | 22          | .250  | 144   | 34.0     | 31       | 2           | 11       | 2     | 0        | 30       | 1     | 0        | 13    | 13       | 3.44     | 1.24    |
| 2007      | オリックス | 28    | 0     | 0     | 0     | 0        | 3     | 2     | 0        | 13          | .600  | 114   | 28.1     | 23       | 0           | 9        | 1     | 3        | 19       | 2     | 0        | 9     | 9        | 2.86     | 1.13    |
| 2008      | オリックス | 55    | 0     | 0     | 0     | 0        | 0     | 3     | 0        | 19          | .000  | 179   | 42.1     | 43       | 3           | 10       | 4     | 4        | 27       | 0     | 0        | 16    | 14       | 2.98     | 1.25    |
| 2009      | オリックス | 45    | 0     | 0     | 0     | 0        | 0     | 3     | 0        | 12          | .000  | 161   | 38.0     | 45       | 4           | 8        | 0     | 2        | 29       | 1     | 0        | 24    | 22       | 5.21     | 1.40    |
| 2010      | オリックス | 18    | 0     | 0     | 0     | 0        | 0     | 1     | 0        | 4           | .000  | 51    | 9.0      | 16       | 2           | 7        | 0     | 0        | 7        | 1     | 0        | 12    | 10       | 10.00    | 2.56    |
| 2011      | 広島       | 5     | 0     | 0     | 0     | 0        | 0     | 0     | 0        | 0           | ----  | 15    | 3.2      | 2        | 0           | 1        | 0     | 1        | 1        | 1     | 0        | 1     | 1        | 2.45     | 0.82    |
| 2012      | 広島       | 14    | 0     | 0     | 0     | 0        | 0     | 1     | 0        | 3           | .000  | 37    | 7.2      | 7        | 0           | 4        | 0     | 1        | 3        | 1     | 0        | 4     | 4        | 4.70     | 1.43    |
| 2013      | 広島       | 14    | 0     | 0     | 0     | 0        | 1     | 1     | 0        | 1           | .500  | 54    | 12.0     | 17       | 3           | 2        | 0     | 1        | 8        | 0     | 0        | 6     | 6        | 4.50     | 1.67    |
| CPBL：1年 | CPBL：1年  | 5     | 5     | 0     | 0     | 0        | 0     | 2     | 0        | --          | .000  | 130   | 29.2     | 35       | 2           | 10       | 0     | 0        | 16       | 3     | 0        | 19    | 18       | 5.46     | 1.52    |
| NPB：17年 | NPB：17年  | 474   | 7     | 0     | 0     | 0        | 15    | 26    | 3        | 107         | .366  | 1725  | 393.0    | 404      | 43          | 147      | 16    | 26       | 327      | 19    | 1        | 218   | 197      | 4.51     | 1.47    |

- 各年度の太字はリーグ最高

### タイトル
- 最優秀中継ぎ投手：1回（2005年）

### 記録
初記録
投手記録
- 初登板・初先発登板：1997年5月30日、対横浜ベイスターズ7回戦（広島市民球場）、2回1/3を3失点
- 初奪三振：1998年8月9日、対横浜ベイスターズ22回戦（福山市民球場）、14回表に鈴木尚典を見逃し三振
- 初勝利・初先発勝利：1999年4月8日、対阪神タイガース3回戦（広島市民球場）、5回2/3を無失点
- 初ホールド：2005年4月1日、対北海道日本ハムファイターズ1回戦（札幌ドーム）、6回裏一死に2番手で救援登板、2/3回無失点
- 初セーブ：2005年4月10日、対東北楽天ゴールデンイーグルス3回戦（大阪ドーム）、9回表一死に4番手で救援登板・完了、2/3回無失点

打撃記録
- 初安打：1999年8月30日、対阪神タイガース22回戦（阪神甲子園球場）、8回表に山﨑一玄から右前安打

その他の記録
- シーズン78試合登板：2001年 ※歴代3位タイ、達成時はプロ野球タイ記録
- オールスターゲーム出場：1回（2006年）

### 背番号
- 26（1993年）
- 49（1994年 - 1999年）
- 13（2000年 - 2004年）
- 43（2005年 - 2009年）
- 46（2010年）
- 36（2011年、2012年5月18日[7] - 2013年）
- 136（2012年 - 同年5月17日）
- 86（2014年[13][注 3] - ）